# 自然主義謬誤
自然主义谬误是指那些想要用某一描述性的、自然的或者形而上学的特征或关系来定义“好的”(good)这一概念的企图。这一概念由摩尔在他1903年出版的《伦理学原理》一书中首次提出。他认为，自然主义谬误不仅存在于自然主义伦理学中，也存在于非自然主义伦理学中，尤其是在所有的形而上学伦理学中。它还促成了简化主义的兴起。
在道德谬误中暗含这么一种关系，即在某一伦理学价值中所包含的那些特征表达了某些自然的倾向。摩尔反对那些在伦理学上的和自然的称谓简化主义。

## 摩尔的论点
在摩尔看来，评价性语句不能用自然的或超自然的特征完整地定义。休谟业已指出，在没有其他前提的情况下，我们无法直接从对世界状态的描述中得出道德戒律（即休谟定理）。这两者间的简单转化就犯了所谓的“实然-应然谬误”。要得出一个评价性语句则至少应以一个评价性的前提为基础。摩尔认为，这一前提中肯定会暗含着如“好”、“应该”或类似的描述性称谓，而对这一前提进行伦理学上自然主义的论证则会导致循环论证。

## 《伦理学原理》书中的范例
在《伦理学原理》中，摩尔认为，在自然主义者圈子中那些试图用“自然的”来定义“好的”这一概念的尝试，都犯了自然主义伦理学中的自然主义谬误。因为考虑到“自然的”通常意味着“正常的”或“必需的”，这些无法完全等同于“好的”，或曰单凭这些并不构成“好的”的全部。
同样，摩尔认为，像享乐主义者或功利主义者那样，将“好的”等同于“令人愉快的”或“值得向往的”，也犯了自然主义谬误。如约翰·斯图尔特·密尔所言的那些“值得向往的”只是那些可能值得向往的东西。
在形而上学伦理学中摩尔也看到了自然主义谬误，他以斯宾诺莎、康德和斯多亚学派为例，认为“好的”不能仅通过由形而上学论证的命令被定义，同样也不能通过定言令式或超自然权威被定义。

## 评论
在哲学百科全书中，评论家们根据自然主义谬误的概念，将伦理学家们分为自然主义还原论者（naturalistischer Reduktionist）和内部实在论者（interner Realist）。
与认为谓词“……是好的”无法还原为描述性语句的观点相对，自然主义者认为，“存在”这个概念没有什么替代品。若“应该”这一概念不是毫无疑问地源于“存在”的话，鉴于这种虚无不可能证立什么命题，那么就根本不存在什么“伦理学”。此外，直觉也是一种“存在”，然而单直觉本身不足以在学术上证立一个伦理学体系。根据自然主义学说，“好的”就是存在的合理性，这与事物不可改变的本质相符合。
在自然主义谬误这一概念背后的假设也被语言学家们所批评。在言语行为理论中，约翰·罗杰斯·希尔勒讨论了所谓“自然主义谬误的谬误”。人们无法避免地会在描述“什么是什么”的过程中带入规范性要素。在人类语言甚至是讨论的规范中被吸收的那些东西，已经改变了人们的价值评价。因此不存在什么对客观事物“价值无涉”（wertfrei）的描述；在指称“什么是什么”的过程中，已经包含了“应该”的概念。同样希拉里·怀特哈尔·普特南认为，通过使用规范和评价，从对事实的陈述到单纯陈述的过渡是有可能的。

### 引用
1. ↑  G. E. Moore: Principia Ethica （页面存档备份，存于）. Auf: fair-use.org.
2. ↑  Michael Ridge: Moral Non-Naturalism （页面存档备份，存于）. In: The Stanford Encyclopedia of Philosophy.
3. ↑  B. Williams: Ethics and the Limits of Philosophy. Harvard University Press, 1985.
4. ↑  Artikel History of Utilitarianism. In: Stanford Encyclopedia of Philosophy （页面存档备份，存于）.
5. ↑  Barbara Merker: Naturalistischer Fehlschluss. In: Hans Jörg Sandkühler (Hrsg.): Enzyklopädie Philosophie. Bd. 1: A–N, Meiner, Hamburg 1999, S. 914 f.

## 外部連結
- （英文）Appeal to Nature（页面存档备份，存于）
- （英文）Principia Ethica（页面存档备份，存于）